# Държавно устройство на Русия
Русия е полупрезидентска федерална република.

## Президент
След промени в руската конституция на 31 декември, 2008 година, президент на страната се избира за срок от 6 години. Кандидати за президент могат да бъдат граждани на Руската федерация на не по малко от 35 години и да са пребивавали в страната не по малко от 10 години. Едно и също лице не може да заеме поста на президент на Руската федерация за повече от два последователни мандата.

## Изпълнителна власт
Изпълнителната власт се упражнява от правителството на Руската федерация. Председател на правителството се назначава от президента със съгласието на Държавната Дума. В случай на три отклонения на Държавната Дума на кандидатурата на правителството, или в случай на вот на недоверие на правителството на президента има право да се разтури в Държавната Дума. Правителството се състои от, освен председателя, неговите заместници („заместник-министър“) и на федералните министри. Правителството, оглавявано от система от федерални изпълнителни органи: министерства, федерални служби и федерални агенции.